# آلفرد براون (بازیکن فوتبال)
آلفرد براون (انگلیسی: Alfred Brown; ۱۹ اکتبر ۱۸۹۸ – ۱۹۸۹ (۹۰−۹۱ سال)) بازیکن فوتبال اهل بریتانیا بود.
از باشگاه‌هایی که در آن بازی کرده‌است می‌توان به باشگاه فوتبال سوئیندون تاون، باشگاه فوتبال بارنزلی، باشگاه فوتبال شفیلد یونایتد، باشگاه فوتبال بلکپول، باشگاه فوتبال نلسون، باشگاه فوتبال اشتون یونایتد، و باشگاه فوتبال استالی‌بریج سلتیک اشاره کرد.